# ميلان مارتينوفيتش
ميلان مارتينوفيتش هو لاعب كرة قدم صربي في مركز الدفاع، ولد في 6 أغسطس 1979 في بلغراد في صربيا. لعب مع النجم الأحمر بلغراد وراد بيوغراد وريال أوفييدو ونادي أجاكسيو ونادي بني يهودا تل أبيب ونادي مكابي تل أبيب.

## وصلات خارجية
- ميلان مارتينوفيتش على موقع اتحاد تركيا (لاعب) (الإنجليزية)
- ميلان مارتينوفيتش على موقع قاعدة بيانات كرة القدم.إي يو (الإنجليزية)
- ميلان مارتينوفيتش على موقع Soccerway.com (الإنجليزية)
- ميلان مارتينوفيتش على موقع عالم كرة القدم.نت (الإنجليزية)